# Microrégion de la Borborema Potiguar

Localisation de la microrégion de la Borborema Potiguar

La microrégion de la Borborema Potiguar est l'une des trois microrégions qui subdivisent la mésorégion de l'agreste de l'État du Rio Grande do Norte au Brésil.
Elle comporte 17 municipalités qui regroupaient 129 566 habitants en 2006 pour une superficie totale de 3 922 km².

## Municipalités[1]
- Barcelona
- Campo Redondo
- Coronel Ezequiel
- Jaçanã
- Japi
- Lagoa de Velhos
- Lajes Pintadas
- Monte das Gameleiras
- Ruy Barbosa
- Santa Cruz
- São Bento do Trairí
- São José do Campestre
- São Tomé
- Serra de São Bento
- Sítio Novo
- Tangará